# Kamaboko
Il kamaboko (蒲鉾?) è un tipo di cibo giapponese ottenuto dalla lavorazione del pesce.

## Caratteristiche
Viene preparato con surimi e pesce azzurro frullati e spesso colorati. Il composto viene lavorato e avvolto a formare dei lunghi panetti che vanno cotti finché la consistenza diviene solida. Mantenendo separati i diversi colori si generano delle immagini colorate che compaiono quando il kamaboko cotto viene affettato. Le fette possono essere servite a temperatura ambiente o raffreddata, con vari tipi di salse, oppure possono essere incluse in zuppe e altre portate della cucina giapponese.
In alcuni casi il kamaboko è preparato in modo tale che una volta affettato possa assumere le sembianze di un determinato oggetto. Il disegno più frequente è la spirale, tanto che ci si riferisce a tale tipo di kamaboko con il nome di narutomaki riferendosi al Vortice di Naruto.

## Varianti
Il kamaboko rosso e bianco si serve tipicamente durante i giorni festivi poiché si ritiene che tali colori portino fortuna.
Il kanikama (diminutivo di kani-kamaboko) che simula la polpa di granchio, più semplicemente noto come surimi in occidente è un tipo di kamaboko. In Giappone è venduto come snack il chīkama ovvero formaggio e kamaboko.

## Storia

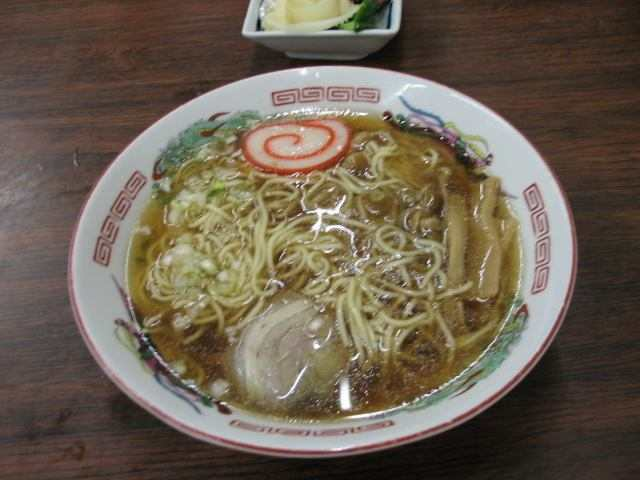
Kamaboko narutomaki a guarnizione di un piatto di ramen

Il kamaboko è noto in Giappone sin dal XIV secolo.

## La giornata del Kamaboko
L'organizzazione giapponese del kamaboko ha decretato nel 1983 che il 15 novembre si festeggi la "Giornata del Kamaboko".

## Al di fuori del Giappone

### Hawaii
Nelle Hawaii il kamaboko dalla superficie rossa è disponibile nella maggior parte dei negozi. È un prodotto molto diffuso, usato anche come decorazione del saimin, una zuppa di spaghetti locale. Talvolta in queste isole il Kamaboko è chiamato con l'espressione torta di pesce.

### Corea del Sud

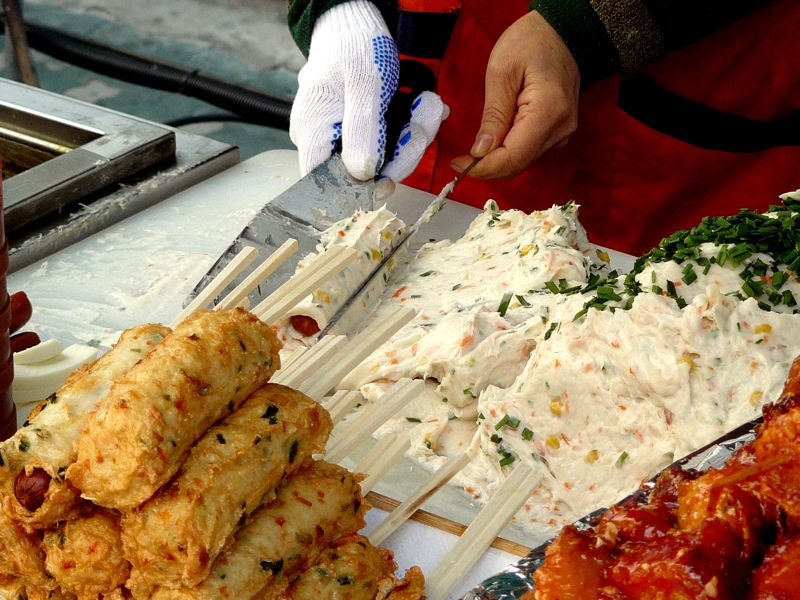
Eomukbar (어묵바), popolare snack a base di kamaboko

Nella Corea del Sud, il kamaboko è chiamato eomuk (Hangŭl: 어묵, mixed script: 魚묵) o odeng (오뎅, dal giapponese oden, che indica un piatto nel quale il kamaboko figura fra gli ingredienti). L'eomuk può essere infilzalto su uno stecchino e bollito nel brodo, ed è solitamente venduto da ambulanti muniti di Pojangmacha, carrettini, simili a quelli dei venditori di hot dog americani, usati anche per vendere bevande alcoliche, soprattutto soju. A volte il brodo di cottura viene dato al cliente in bicchieri di carta per inzuppare l'eomuk stesso.
Cotto in un altro modo, l'eomuk è venduto durante la stagione fredda sotto il nome di Hotbar o Hot Bar. L'Hot Bar è sempre servito infilzato su uno stecchino, ma è fritto invece che bollito. In questo modo, ogni venditore può personalizzarlo con la sua propria ricetta: normale, mischiato con vegetali come la carota o intere foglie di perilla, o servito con diversi tipi di salse come ketchup o mostarda.